# 若葉台駅
若葉台駅（わかばだいえき）は、神奈川県川崎市麻生区黒川にある、 京王電鉄相模原線の駅である。京王相模原管区所属。駅番号はKO39。
駅西側に若葉台検車区があるため、当駅を始点・終点とする列車も一部設定されている。
相模原線で待避線を備える駅では唯一の特急・急行通過駅である。
東京都と神奈川県の都県境に位置している。駅北側は東京都稲城市若葉台であり、多摩ニュータウンの中で最も新しい新興住宅地が広がっている。2004年（平成16年）12月11日に小田急電鉄多摩線はるひ野駅が開業するまでは、川崎市最西端の駅であった。

## 歴史

### 年表
- 1974年（昭和49年）10月18日：開設。通勤快速の停車駅となる。
- 1992年（平成4年）5月28日：快速の停車駅となる。
- 1999年（平成11年）：「環境整備と一体となった新しい街づくりをイメージさせる近代的な駅」として第3回「関東の駅百選」に選定。
- 2004年（平成16年）10月：京王リトナード若葉台が完成。
- 2013年（平成25年）2月22日：通勤快速が区間急行へ改称。

### 駅名の由来
当駅は多摩ニュータウン開発計画の中で稲城市域の「地区センター」に新設された駅であるが、開設時、若葉が多く派生する台地であったことから、地名とは無関係に「若葉台」と名付けられる。

## 駅構造
丘陵地の斜面を土工で整地し、高低差のある地形に設けた島式ホーム2面4線を有する駅で、稲城駅側は高架、京王永山駅側は地平構造である。高架部分は傾斜地にあるため特殊な3層構造とであり、2層目が店舗施設に利用されている。高架の2層目にある出入口は地平部分に位置する。北口はバスターミナル等を設けた駅前広場に対して低い位置にある。
2001年（平成13年）2月、旅客上屋に太陽光発電システムを導入し、交流200Vへ変換した電力を駅電気施設へ供給している。このシステムは、新エネルギー・産業技術総合開発機構 (NEDO) との共同研究により設置されたもので、最大発電容量は60kWである。
エレベーターは駅構内各ホーム1か所ずつ、改札外南口バス・タクシーのりば行1か所の計3か所設置されている。エスカレーターは駅構内には設置されていないが、改札外南口に上下1機ずつ設置されている。

### のりば
| 番線 | 路線     | 方向 | 行先                                      |
| ---- | -------- | ---- | ----------------------------------------- |
| 1・2 | 相模原線 | 下り | 京王多摩センター・橋本方面                |
| 3・4 | 相模原線 | 上り | 調布・明大前・笹塚・新宿・ 都営新宿線方面 |

- 通常は2・3番線を使用し、1・4番線については当駅始発・終着や回送電車、通過待ちを行う電車が使用する。
- 過去に朝のラッシュ前後や夕方のラッシュ前・深夜を中心に、各停・快速などで車両交換をする列車が設定されていたが、2006年9月1日ダイヤ改正より車両交換する駅を行先として表示するようになったため、予め設定された車両交換はなくなり、ダイヤ乱れ時に突発的に実施されるのみである。
- 特急・急行が車両交換の関係上で臨時停車する場合がある。
- 若葉台乗務区があり、乗務員が当駅で交代する場合がある。
- 都営10-300形2本の夜間滞泊が設定されている。

| 運転番線 | 営業番線 | ホーム | 新宿方面着発 | 橋本方面着発 | 入出区着発 | 備考       |
| -------- | -------- | ------ | ------------ | ------------ | ---------- | ---------- |
| 1        | 1        | 10両分 | 到着可       | 出発可       | 入出区可   | 下り副本線 |
| 2        | 2        | 10両分 | 到着可       | 出発可       | 入出区可   | 下り主本線 |
| 3        | 3        | 10両分 | 出発可       | 到着・出発可 | 入出区可   | 上り主本線 |
| 4        | 4        | 10両分 | 出発可       | 到着・出発可 | 入出区可   | 上り副本線 |

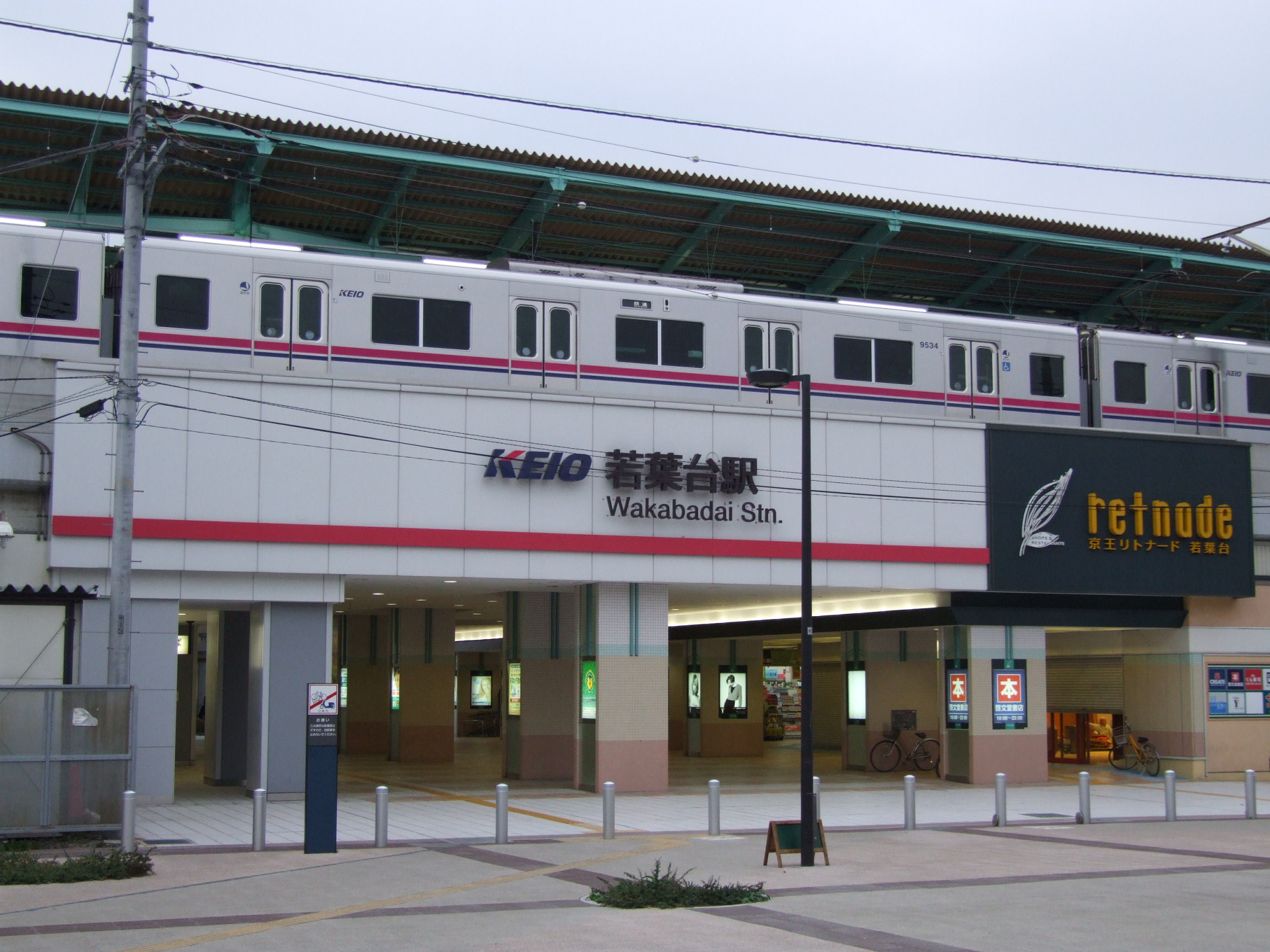
南口（2007年11月9日）
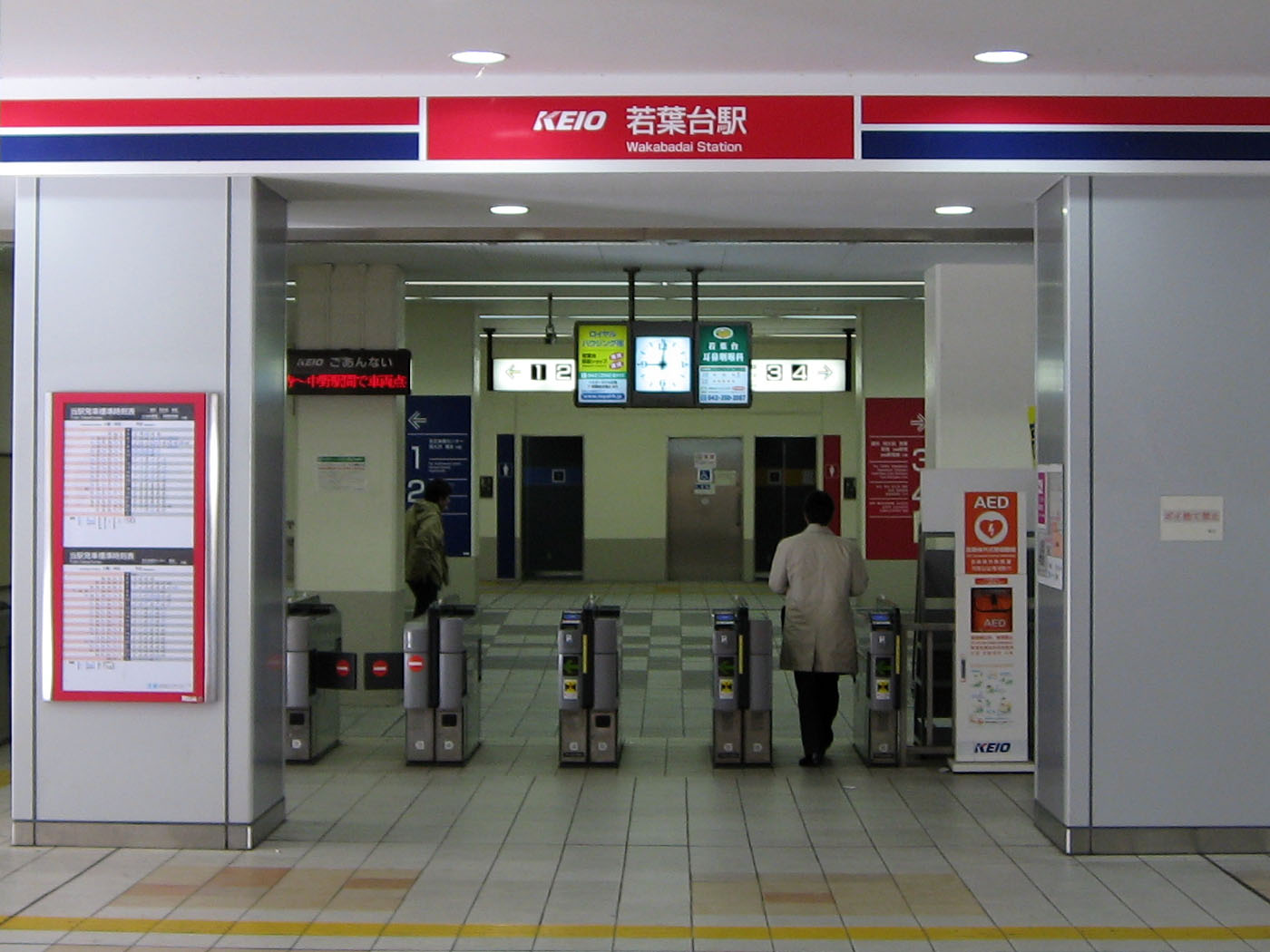
改札口（2008年11月20日）
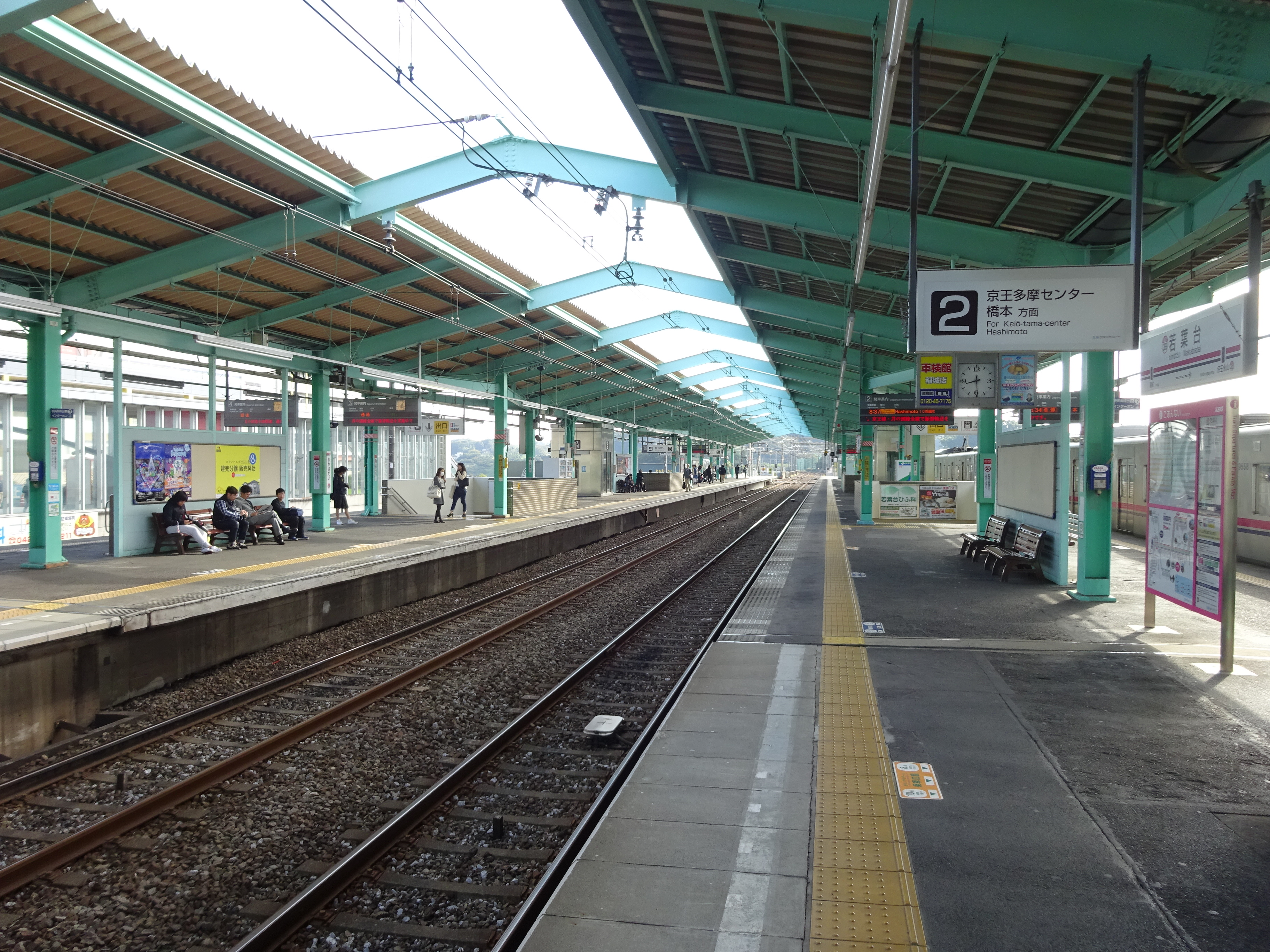
ホーム（2016年10月16日）
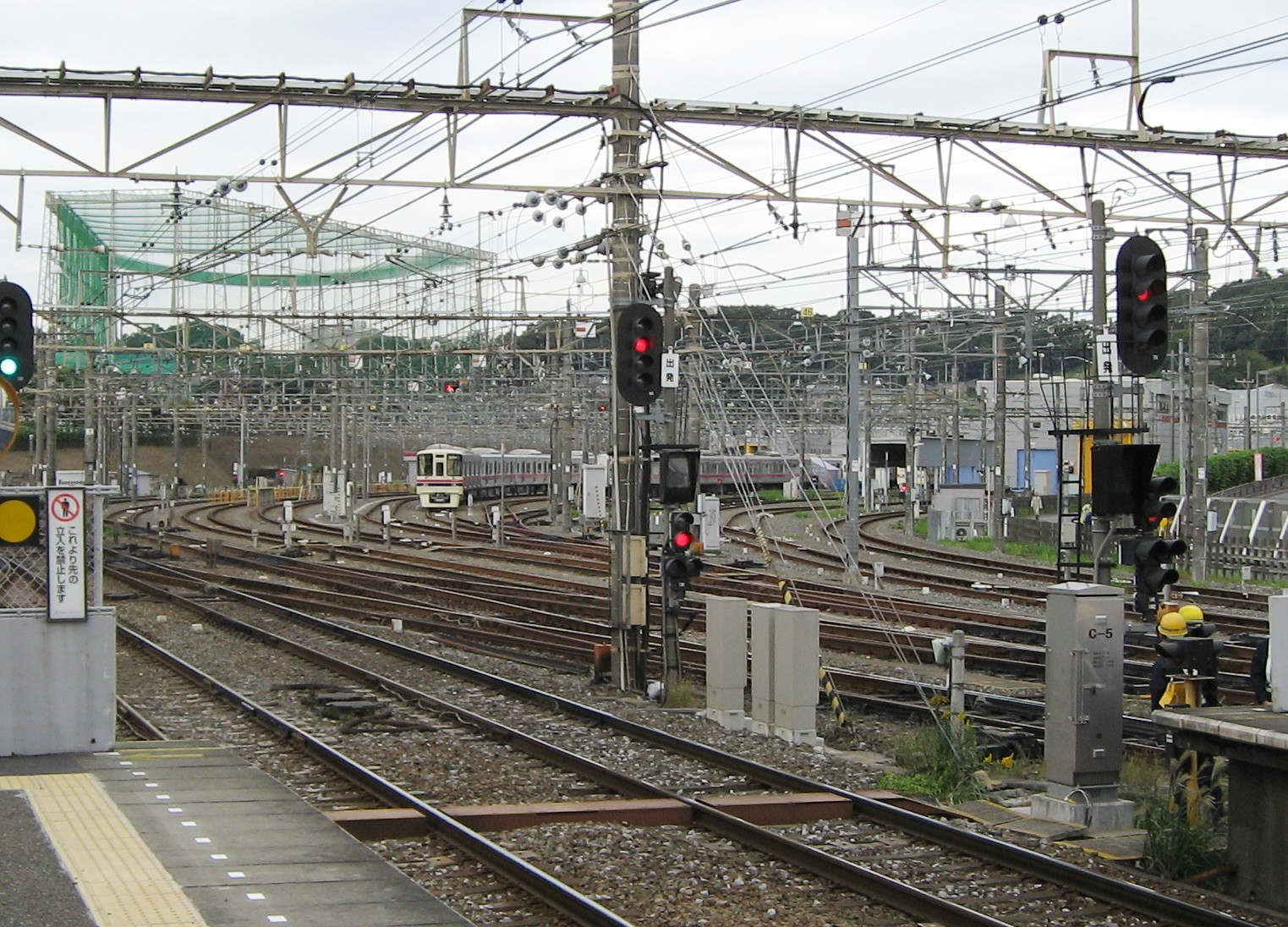
ホームより見た若葉台検車区（2008年10月2日）
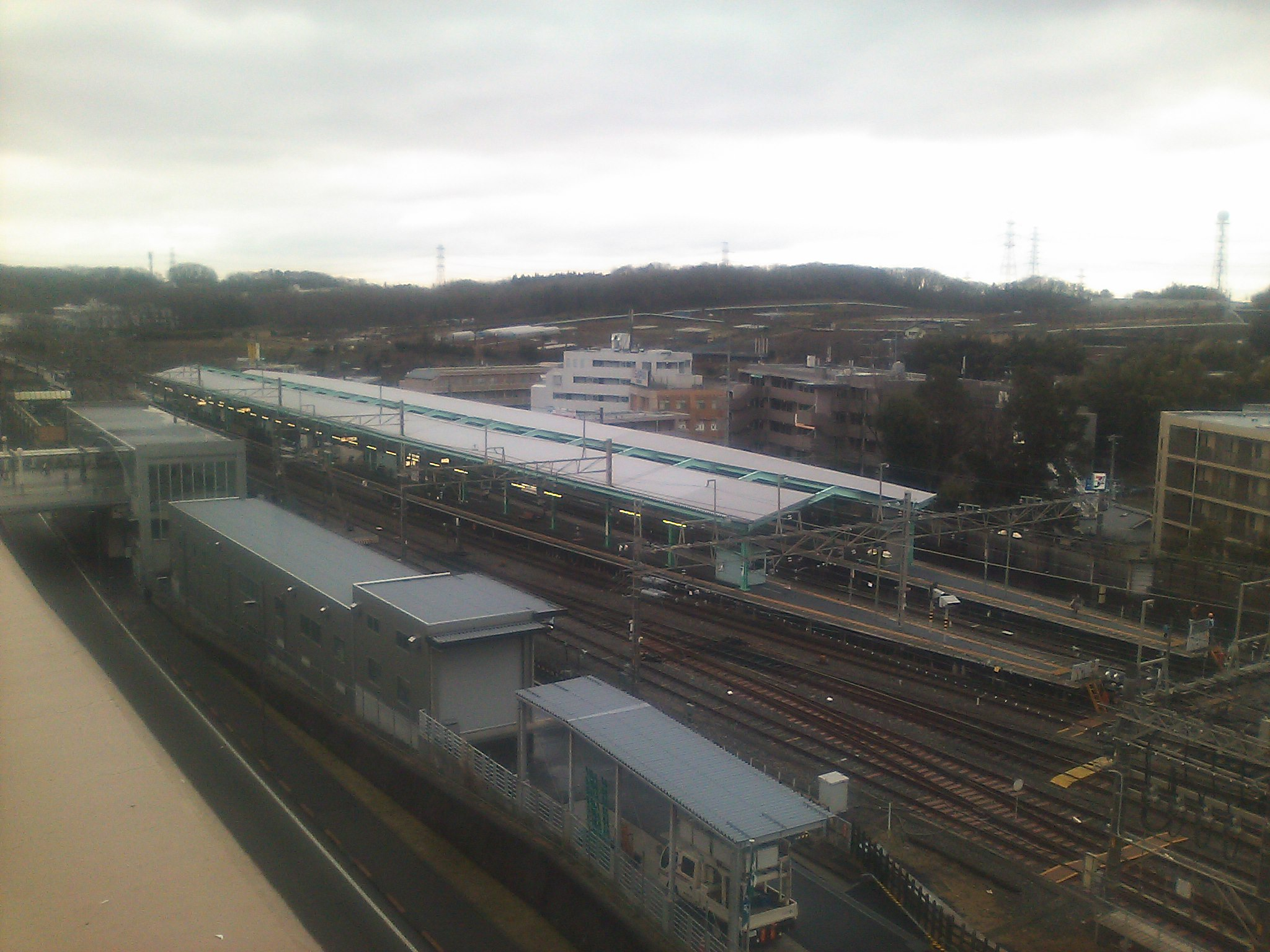
駅全景（2012年3月10日）

## 利用状況
2024年度（令和6年度）の1日平均乗降人員は23,893人である。 乗降客は年々増加しており、2008年度（平成20年度）には稲城駅を超えた。
近年の1日平均乗降・乗車人員の推移は以下の通り。
| 年度               | 1日平均 乗降人員 | 1日平均 乗車人員 |
| ------------------ | ---------------- | ---------------- |
| 1974年（昭和49年） | 261              |                  |
| 1975年（昭和50年） | 640              |                  |
| 1980年（昭和55年） | 3,983            |                  |
| 1985年（昭和60年） | 4,298            |                  |
| 1990年（平成02年） | 4,004            |                  |
| 1995年（平成07年） | 4,170            | 1,943            |
| 1996年（平成08年） |                  | 1,869            |
| 1997年（平成09年） |                  | 1,849            |
| 1998年（平成10年） |                  | 1,931            |
| 1999年（平成11年） |                  | 3,175            |
| 2000年（平成12年） | 8,943            | 4,225            |
| 2001年（平成13年） |                  | 5,175            |
| 2002年（平成14年） |                  | 6,072            |
| 2003年（平成15年） | 13,445           | 6,651            |
| 2004年（平成16年） | 14,454           | 7,239            |
| 2005年（平成17年） | 16,254           | 7,955            |
| 2006年（平成18年） | 17,994           | 8,833            |
| 2007年（平成19年） | 19,514           | 9,502            |
| 2008年（平成20年） | 20,414           | 10,051           |
| 2009年（平成21年） | 21,217           | 10,387           |
| 2010年（平成22年） | 22,302           | 10,975           |
| 2011年（平成23年） | 22,636           | 11,208           |
| 2012年（平成24年） | 23,042           | 11,532           |
| 2013年（平成25年） | 24,316           | 11,855           |
| 2014年（平成26年） | 24,758           | 12,329           |
| 2015年（平成27年） | 25,920           | 12,748           |
| 2016年（平成28年） | 26,934           | 13,277           |
| 2017年（平成29年） | 27,400           | 13,512           |
| 2018年（平成30年） | 27,278           | 13,461           |
| 2019年（令和元年） | 26,954           | 13,285           |
| 2020年（令和02年） | 19,688           | 9,738            |
| 2021年（令和03年） | 21,542           | 10,743           |
| 2022年（令和04年） | 23,048           |                  |
| 2023年（令和05年） | 23,859           |                  |
| 2024年（令和06年） | 23,893           |                  |

## 駅周辺と街づくり
駅舎およびその主な付帯設備の設置場所は神奈川県川崎市麻生区黒川に属し、駅名としての若葉台は北側の東京都稲城市側に命名された地名である。また、若葉台検車区・車両工場の所在地は稲城市若葉台になる。
多摩ニュータウン開発の中で稲城市域における「地区センター」設置場所に建設された駅で、当地に京王相模原線内の車庫用地が確保出来たことも、駅が存在する理由である。
駅北側一帯は、多摩ニュータウン駅前開発としては最終開発地区として1999年（平成11年）3月に街開きする際に、稲城市が坂浜の一部である駅一帯の地域を駅名と同名とする現地名に変更した。以降は駅前への飲食店や病院、集合商業施設参入や、民間事業者による開発を基軸とした住宅建設が進んだ。東京都は多摩ニュータウンを「核都市」としており、その多摩ニュータウンの中心地区の1つである駅北側は、他の多摩センター駅前や南大沢駅前と共に東京都の「都心等拠点地区」に位置付けられている。
一方、駅南側一帯については行政区域が神奈川県川崎市に当たり、飲食店舗カフェや美容院などが出店している他、ペデストリアンデッキから神奈川県道・東京都道137号上麻生連光寺線を跨ぐ歩道橋が設けられている。当駅から西へ徒歩約8分程の距離に街開きした、はるひ野駅に至る道沿いにもいくつかのレストランチェーンなどが出店した。

### 東京都稲城市側（北側）の主な店舗等
- テレビ朝日「テレビ朝日若葉台メディアセンター」[4][5]
- 若葉台新都市センタービル
  - 稲城若葉台郵便局
- フレスポ若葉台
  - ヤオコー フレスポ若葉台店やツルハドラッグ フレスポ若葉台店、カムイ、auショップ、Softbank、ダイソーなどが入居。
- フレスポ若葉台EAST
  - ノジマ・スポーツクラブNASなどが入居。
- 若葉台センター商業ビル
  - スーパー三和 若葉台店
  - ユニディ 若葉台店
- アクロスプラザ若葉台
  - ヤマダ電機
  - サイクルベースあさひ
- アクロスプラザ若葉台東
  - JSSスイミングスクール、ウエルシア、ペットフォレストなどが入居。
- ケーズデンキ
- コーチャンフォー
- PC DEPOT若葉台
- サンドラッグ
- きらぼし銀行 若葉台支店
- クリニックモール若葉台
- ロピア若葉台店

### 川崎市麻生区側（南側）の主な店舗等
- 京王リトナード若葉台：駅高架下店舗。学習塾・コンビニエンスストア・薬局・美容室・歯科医院などが入居。
- 小田急多摩線はるひ野駅

## バス路線
京王バス・小田急バス・神奈川中央交通の一般路線バスが運行されている。稲城市コミュニティバス「iバス」も停車する。羽田空港・成田空港への空港連絡バスも経由する（京王バスと東京空港交通の共同運行）。
路線の詳細は、京王バス多摩営業所、小田急バス新百合ヶ丘営業所（および「iバス」）、神奈川中央交通町田営業所をそれぞれ参照。

### 若葉台駅
のりばは駅北側のバスロータリー内。京王バス（多摩営業所）路線を中心に、小田急バス、神奈川中央交通の路線も停車する。東京都内に所在するため、東京都シルバーパスが利用可能。
また京王バス南大沢営業所が運行する深夜急行バス「新宿橋本線」（新宿駅西口 - 橋本駅）の停留所となっているが、新型コロナウイルスの影響により運行が休止されている。空港連絡バスもここから発着する。
| 乗場 | 系統     | 主要経由地                      | 行先         | 運行事業者          | 備考                         |
| ---- | -------- | ------------------------------- | ------------ | ------------------- | ---------------------------- |
| 1番  | 降車専用 | 降車専用                        | 降車専用     | 降車専用            | 降車専用                     |
| 2番  | 新08     | ソコラ若葉台・平尾団地          | 新百合ヶ丘駅 | ■小田急             |                              |
| 2番  | 若01     |                                 | 若葉台循環   | ■小田急             |                              |
| 2番  | 若01     |                                 | 若葉台四丁目 | ■小田急             | 終日1本                      |
| 2番  | 桜28     | 多摩東公園                      | 聖蹟桜ヶ丘駅 | ■京王               | 土休日のみ                   |
| 3番  | 若02     | 総合体育館                      | 南多摩駅     | ■京王               | 平日のみ                     |
| 3番  | 稲12     | 総合体育館                      | 稲城駅       | ■京王、■小田急      |                              |
| 3番  |          |                                 | 羽田空港     | ■京王 ■東京空港交通 |                              |
| 3番  |          | 成田空港                        |              | ■京王 ■東京空港交通 |                              |
| 4番  | 鶴21     | 和光学園                        | 鶴川駅       | ■神奈中             |                              |
| 4番  | 柿24     | 片平中央                        | 柿生駅北口   | ■小田急             | 調布駅南口・稲城駅発のみ停車 |
| 4番  | 柿24     | 稲城台病院入口・片平中央        | 柿生駅北口   | ■小田急             | 休日1本                      |
| 4番  | 若11     |                                 | 黒川         | ■小田急             | 休日1本                      |
| 4番  | iバス    | <Aコース>稲城市立病院・南多摩駅 | 平尾団地方面 | ■小田急             | 循環運行                     |
| 4番  | iバス    | <Bコース>平尾団地・稲城駅       | 南多摩駅方面 | ■小田急             | 循環運行                     |
| 4番  | iバス    | <Cコース>稲城市立病院           | 南多摩駅     | ■小田急             |                              |
| 4番  | iバス    | <Cコース>はるひ野駅             | 平尾団地     | ■小田急             |                              |

### 下黒川
小田急バスを中心に、神奈川中央交通の路線も停車し、停留所はバスロータリー外の複数の道に点在する。川崎市に所在するため、東京都シルバーパスは利用不可。川崎市民であれば「川崎市高齢者特別乗車証明書」、高齢者・障害者対象の「川崎市無料福祉パス」を利用可能（小田急バス、神奈川中央交通民営バス路線にも適用）。
柿24は、2015年（平成27年）5月16日ダイヤ改正より、柿生駅北口方面のみ若葉台駅バス停を経由するようになり、この変更で高架橋下にあった柿生駅北口方面降車専用バス停は撤去された。駅改札横の下黒川、若葉台駅、鶴川・柿生方面の下黒川の順に停車する。稲城駅方面行は若葉台駅バス停は経由しない。
鶴川・柿生方面（鶴川街道・道路向かい側）
- 神奈中 [鶴21] 鶴川駅行
- 小田急 [柿24] 柿生駅北口行
- 小田急 [若11] 黒川行（休日1本）

稲城・調布方面（鶴川街道・若葉台駅側）
- 小田急 [柿24] 稲城駅行（若葉台駅非経由） / 駒沢学園行（同、平日・土曜1本） / 調布駅南口行（同、休日1本）

京王リトナード前（若葉台駅前坂通り・駅改札口最寄り）
- 神奈中 [鶴21] 若葉台駅行
- 小田急 [若11] 若葉台駅行（休日1本）
- 小田急 [柿24] 若葉台駅経由 柿生駅北口行

駅南口（県道137号・若葉台駅側）
- [iバス] Cコース 南多摩駅 - 平尾団地　往復（小田急）

駅南口（県道137号・道路向かい側）
- 小田急 [柿24] 稲城台病院入口経由 若葉台駅行（休日1本）
- [iバス] Cコース 南多摩駅 - 平尾団地　往復（小田急）

## その他
- 隣接した若葉台検車区では新車搬入・廃車搬出が見られる。若葉台検車区敷地約94,200m2のうち、神奈川県に占める割合は約19%で、残り約81%は東京都である。
- 東隣の稲城駅との距離は3.3kmで、線路名称上では[注釈 3]京王電鉄で駅間距離が最も長い区間である。この駅間付近には住宅地「長峰・社の一番街 - 五番街」の他に駒沢女子大学・中学・高校があることから、利便性を考慮して坂浜新駅（仮称）を設置する構想がある[12]

## 隣の駅
京王電鉄
 相模原線
- □「京王ライナー」臨時停車駅（イベント開催で実績あり）

■特急・■急行
通過（但し、ダイヤが乱れた場合や車両交換する場合は臨時停車する場合がある）
■区間急行・■快速・■各駅停車
稲城駅 (KO38) - 若葉台駅 (KO39) - 京王永山駅 (KO40)